# Batumi
Batumi (em georgiano:  ბათუმი) ou, em português, Batúmi é uma cidade costeira do Mar Negro e capital da Ajária, uma república autónoma no sudoeste da Geórgia. Em 2007 a sede do Tribunal Constitucional da Geórgia foi trasladada para Batumi, a partir da capital georgiana. Tem 152839 habitantes (2014). Climaticamente está situada na periferia setentrional da Ásia subtropical, e a zona é rica em produtos agrícolas como os citrinos e o chá. As indústrias da cidade incluem a construção naval, a indústria de alimentos e várias indústrias de manufatura, embora a maior parte da sua economia gire em torno do turismo, devido à sua localização geográfica, no litoral do Mar Negro, o seu clima subtropical e a sua proximidade à fronteira de um país não culturalmente russo, como a Turquia. Estas características fizeram com que fosse durante a era soviética um dos destinos estivais preferidos da elite russa.

## História
Batumi está situada no local da antiga colónia grega da Cólquida chamada Bato ou Bátis - da frase grega "bathus limen" ou "limin bathys", nome que significa porto profundo ou de águas profundas. Batumi tem sido historicamente situada nas margens dos grandes impérios (persas, romanos, bizantinos, árabes, mongóis, turcos e russos), intimamente ligada ao Reino Bagrátida da Arménia, e foi parte de um Estado unificado apenas durante uma fração da sua existência como nação. Sendo local cristão no Império Bizantino, foi guarnecida por forças romano-bizantinas, sendo formalmente possessão do Reino de Lázica até ser brevemente ocupada pelos árabes. No século IX, a monarquia fez parte do reino bagrátida de Tao-Clarjécia e no final do século X, juntou-se ao novo Reino da Geórgia. No século XIV, com o colapso do mesmo, foi para o Principado de Gúria.